# Mariä Heimsuchung (Pichl)

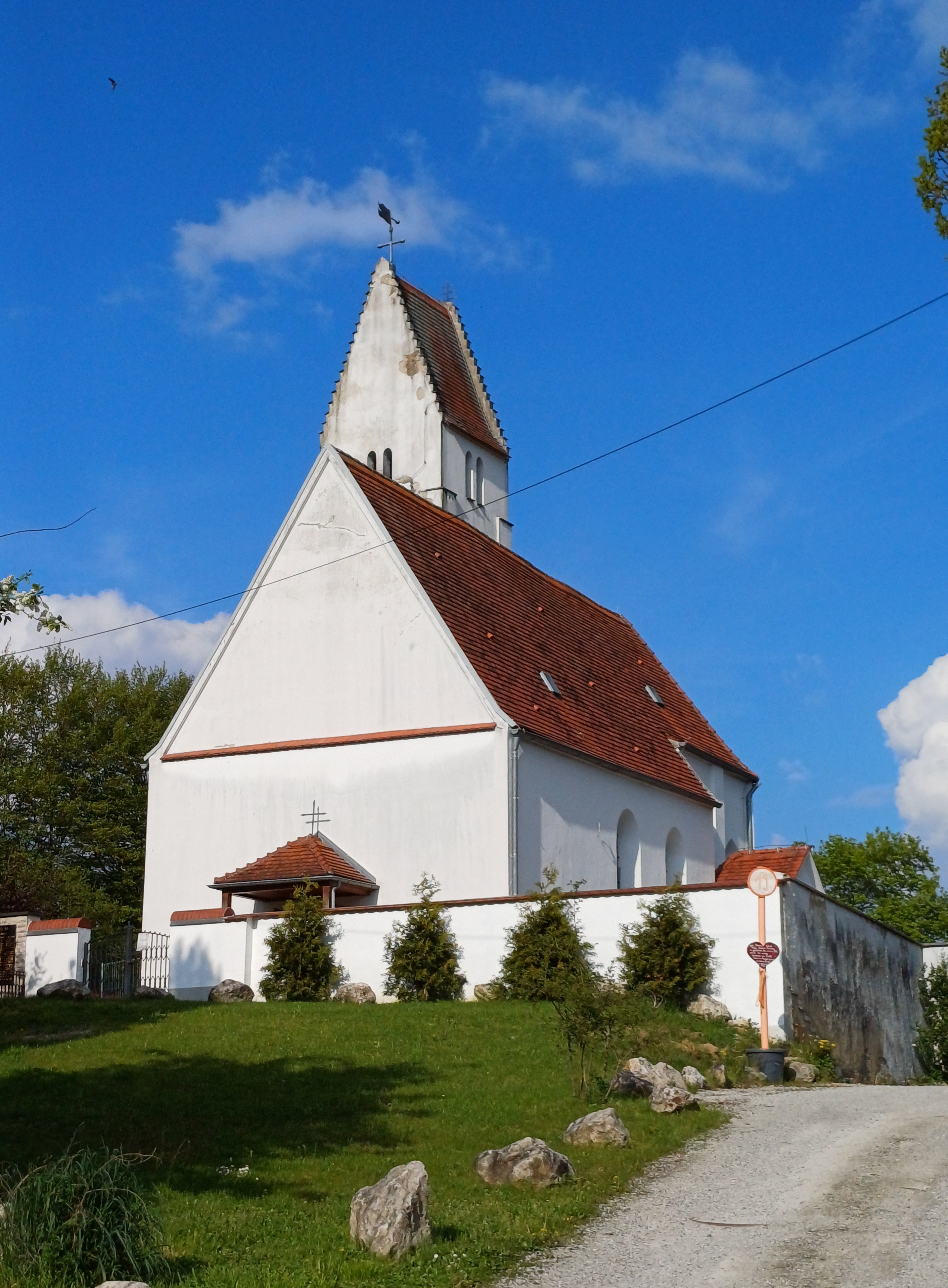
Mariä Heimsuchung (Pichl)

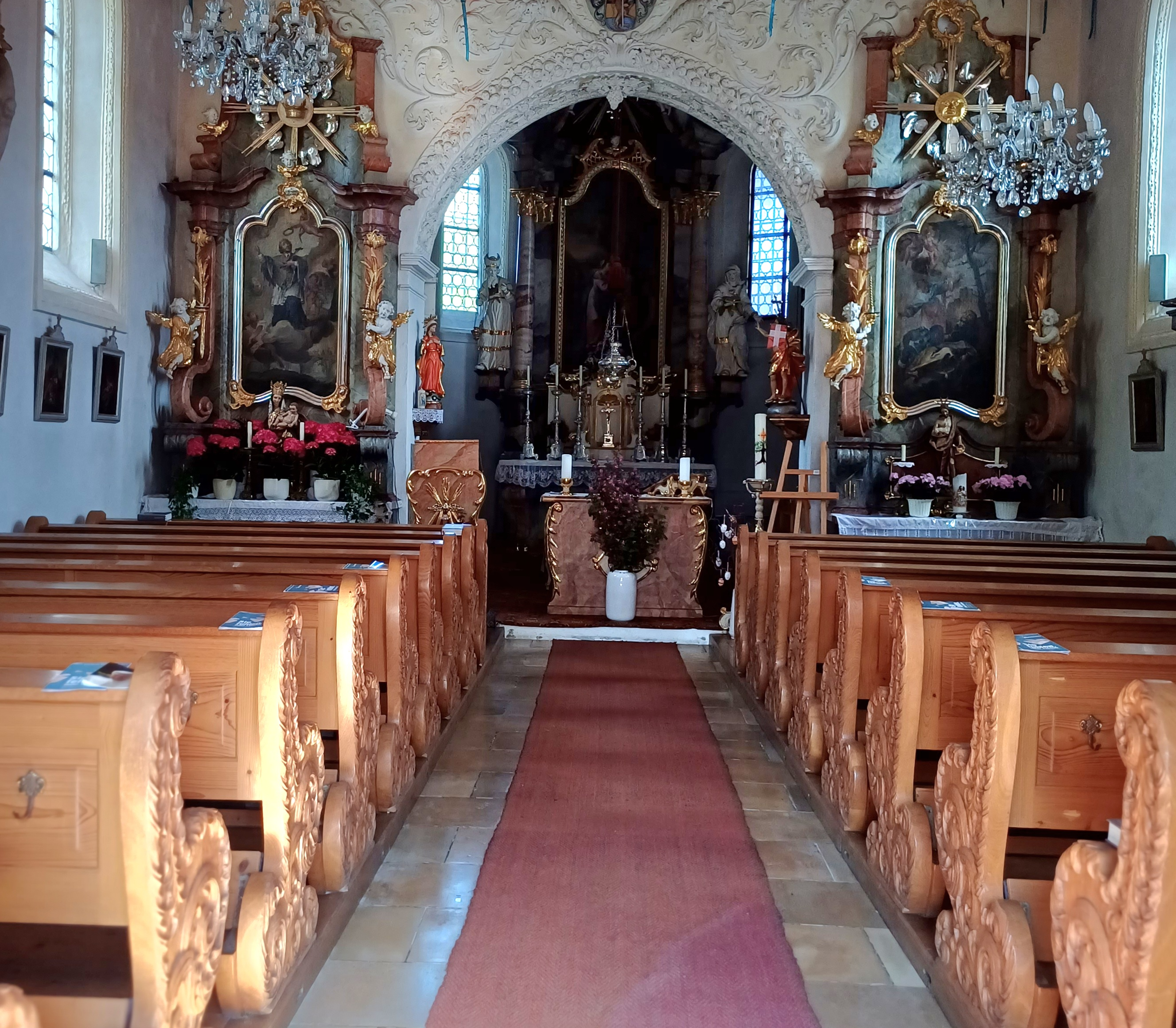
Innenraum

Die römisch-katholische Filialkirche Mariä Heimsuchung steht in Pichl, einem Gemeindeteil von Aindling im schwäbischen Landkreis Aichach-Friedberg in Bayern. Das denkmalgeschützte Bauwerk ist in der Liste der Baudenkmäler in Aindling unter der Nr. D-7-71-114-14 eingetragen. Die Kirche gehört zum Dekanat Aichach-Friedberg des Bistums Augsburg.

## Beschreibung
Die Saalkirche besteht aus einem Ende des 17. Jahrhunderts gebauten Langhaus, einem eingezogenen, dreiseitig geschlossenen Chor im Osten und einem Chorflankenturm an der Nordwand, die beide 1585 errichtet wurden. Der Chorflankenturm ist zwischen Staffelgiebeln mit einem Satteldach bedeckt. Der Innenraum des Langhauses ist mit einer Flachdecke überspannt, der des Chors mit einem Kreuzgratgewölbe. Über dem Chorbogen befindet sich ein Wappen in einer Kartusche. Auf dem Altarretabel des Hochaltars ist die Heimsuchung Marias dargestellt.